# 莫利 (紐約州)
莫利（英語：Morley）是位於美國紐約州聖羅倫斯縣的非建制地區。

## 歷史
莫利的郵局於1839年設立，其後於1977年停運。

## 地理
莫利所處的海拔為高於海平面103米（即338英呎），而該地所採用的時區為UTC-5，即北美东部时区（EST）。同時該地設有夏令時間，為UTC-5調快一小時，即UTC-4（EDT）。